# Henri-Montan Berton
Henri-Montan Berton (París, França, 17 de setembre de 1767 - 22 d'abril de 1844) fou un compositor francès.

## Biografia
Era fill del també músic i compositor Pierre-Montan Berton, i als quinze anys entrà com a violinista de l'Òpera, ensems que estudiava composició amb Sacchini, i el 1786 donà al públic les seves primeres composicions musicals. El 1795 fou nomenat professor d'harmonia del Conservatori de París on tingué entre altres alumnes a Victor Rifaut, Jean-Marie Pottier, Alphonse Thys, Louis-Barthélémy Pradher, Gustave Dugazon i el 1807 director de l'orquestra de l'Òpera italiana, on donà a conèixer per primera vegada a París Le nozze di Figaro de Mozart.
Més tard passà a l'Acadèmia de Música com a mestre de cant, el 1815 entrà a l'Institut i el 1838 fou nomenat professor de composició del Conservatori. Si és veritat que com a compositor no va saber elevar-se a les regions del geni, en canvi posseí en grau molt elevat el sentiment dramàtic i la ciència de l'orquestració. També es distingí com a escriptor deixant una obra teòrica, Système general d'harmonie (París, 1815), diverses memòries i un fulletó contra l'escola de Rossini, De la musique mécanique et de la musique philosofique.

## Òperes principals
- Les promeses de mariage, (1787),
- La dame invisible, (1787),
- Cora, (1789),
- les brouilliers, (1789),
- Les Deux sentinelles, (1790),
- Les rigueurs du cloître, (1790),
- Le nouveau d'Assas, (1791),
- Eugène, (1791),
- Tyrtèe, (1794),
- Ponnouveaux d'Assas, (1798),
- Montano et Stèphanie, (1799),
- L'amour bizarre, (1799),
- Le dèlire, (1799),
- Aline reine de Golconde, (1803),
- Le vaisseau amiral, (1805),
- Le chèvalier de Sènanges, (1807),
- Françoise de Foix, (1809),
- La victime des arts, (1811),
- Valentin ou le paysan romanesque, (1814),
- L'oriflamme, (1814),
- Les dieux rivaux, ou Les fêtes de Cythère (amb Persius, Kreutzer, i Spontini) (1816);
- Roger de Sicile, (1817),
- Corisandre, (1820),
- Virginie, (1823), amb llibret de Auguste-Félix Désaugiers.[3]
- La m'ere et la fille,
- Blanche de Provence,
- Pharamond,

A més, deixà diverses cantates, cànos a tres i quatre veus, romances, etc.
Tenia un fill natural François-Montan Berton, que també fou músic i compositor, i un net Pierre Berton (1842-1912)que fou actor i autor dramàtic.